# Zamia cremnophila
Zamia cremnophila là một loài thực vật thuộc họ Zamiaceae. Đây là loài đặc hữu của México. Chúng hiện đang bị đe dọa vì mất môi trường sống.